# Tensabarrier

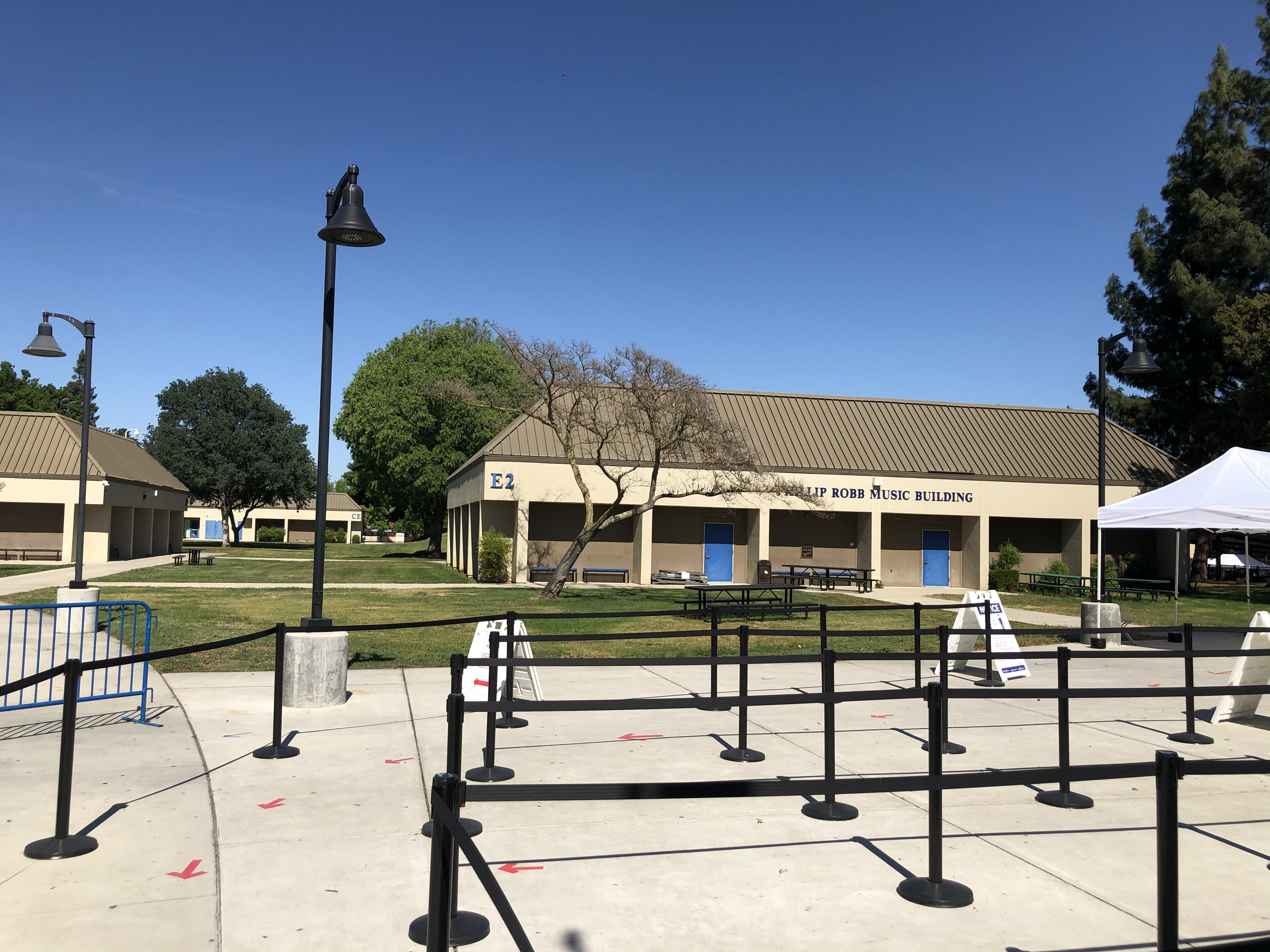
Tensabarriers op een schoolterrein

Een Tensabarrier is een systeem op basis van palen met uittrekbaar band bedoeld voor personengeleiding of crowd control. Door het gebruiken van dit systeem wordt voetgangersverkeer in de juiste banen geleid of worden doorgangen in gebouwen tijdelijk afgesloten. Het band wordt uit de kop van een paal getrokken en bevestigd aan een contraclip op een volgende paal. Door een reeks van gekoppelde palen wordt op deze wijze een afsluiting of personengeleiding gerealiseerd.
De naam Tensabarrier is afkomstig van de uitvinder van het product, een Engelse fabrikant van autogordels. Inmiddels brengen diverse producenten in het Verenigd Koninkrijk, de Verenigde Staten, Europa en het Verre Oosten gelijksoortige producten op de markt, waarbij de naam Tensabarrier als een soort verzamelnaam wordt gehanteerd.
Tensabarriers worden toegepast in bijvoorbeeld in openbare gebouwen, luchthaventerminals, expositiecentra, showrooms, musea, winkels, hotels/restaurants, recreatieprojecten, sportcentra, onderwijsinstellingen, fabrieken en andere gelegenheden waar men de voetgangersstromen in goede banen wil leiden.